# 上冨田
上冨田（かみとみた）は、茨城県鉾田市にある地名。32番地から1917番地まであり、全部で141番地ある。郵便番号は311-1532。

## 地理
鉾田市の北西部に位置する。飛び地となっている。
東は小学校と中学校、中央は上冨田交差点がある。南に32番地、中央に1917番地がある。

### 地価
坪単価1万円（2019年現在）

## 町名の変遷
| 実施後                       | 実施年月日    | 実施前（各町名ともその一部） |
| ---------------------------- | ------------- | ---------------------------- |
| 茨城県鹿島郡鉾田町大字上冨田 | 1955年10月1日 | 茨城県鹿島郡巴村             |
| 茨城県鹿島郡鉾田町大字上冨田 | 1955年10月1日 | 茨城県鹿島郡徳宿村           |
| 茨城県鉾田市                 | 2005年1月1日  | 茨城県鹿島郡鉾田町大字上冨田 |

## 交通
東関東自動車道鉾田インターチェンジから11分（5.1km）

## 施設
- 上富田生活改善センター
- セブンイレブン 鉾田上冨田店[10]
- 鉾田市立鉾田北小学校
- 鉾田市立鉾田北中学校
- 童子塚古墳[11]